# 4x4 EVO 2
4х4 EVO 2 — мультиплатформенная гоночная видеоигра, разработанная Terminal Reality. Продолжение игры 4x4 Evolution, c бо́льшим количеством автомобилей и треков, чем в оригинальной игре.

## Игровой процесс
Карьера развивается в двух направлениях — гонки и миссии. Цель карьеры — построить или купить самый быстрый возможный внедорожник. Игрок приобретает свой первый автомобиль, а затем хорошо участвуя в гонках и миссиях зарабатывает деньги, которые тратятся на улучшения и различные модификации.

### Гонки
Все гонки в карьере проводятся во множестве серий гонок, состоящих из разных трасс, их количества и протяжённости. Для участия в некоторых сериях необходим конкретный тип внедорожника и/или пройденного квалификационного заезда. Игрок может пройти любую серию гонок подходящую по требованиям, а не по порядку. Можно участвовать в нескольких сериях сразу, без потери прогресса в других. Игрок может присоединиться к одной из 9 команд, которые представляют 9 марок внедорожников, доступных в этой игре. Присоединение к команде не является обязательным требованием, но позволяет покупать командные быстрые гоночные машины и прототипы деталей с улучшенными характеристиками, которые позволят игроку построить наибыстрейшую машину.

## Отзывы
| Сводный рейтинг    | Сводный рейтинг | Сводный рейтинг | Сводный рейтинг | Сводный рейтинг |
| Издание            | Оценка          | Оценка          | Оценка          | Оценка          |
| Издание            | GC              | PC              | PS2             | Xbox            |
| ------------------ | --------------- | --------------- | --------------- | --------------- |
| GameRankings       | 55,71 %         | 65,18 %         | 52,50 %         | 60,61 %         |
| Metacritic         | 56/100          | 69/100          | N/A             | 59/100          |
| Иноязычные издания |                 |                 |                 |                 |
| Издание            | Оценка          | Оценка          | Оценка          | Оценка          |
| Издание            | GC              | PC              | PS2             | Xbox            |
| EGM                | 4/10            | N/A             | N/A             | 4,33/10         |
| Eurogamer          | N/A             | 4/10            | N/A             | N/A             |
| Game Informer      | 8/10            | N/A             | N/A             | 7,5/10          |
| GameRevolution     | N/A             | N/A             | N/A             | D               |
| GameSpot           | 4,8/10          | 7,8/10          | N/A             | 4,8/10          |
| GameZone           | 5,5/10          | 9,8/10          | N/A             | 8,5/10          |
| IGN                | 5,3/10          | 8,4/10          | N/A             | 7,1/10          |
| Nintendo Power     | 3,2/5           | N/A             | N/A             | N/A             |
| OXM                | N/A             | N/A             | N/A             | 5,5/10          |
| PC Gamer (US)      | N/A             | 52 %            | N/A             | N/A             |

4x4 EVO 2 получила смешанные отзывы. GameRankings и Metacritic дали 65 % и 69 из 100 для PC-версии; 61 % и 59 из 100 для Xbox; 56 % и 56 из 100 для GameCube; и 53 % для версии PlayStation 2.